# Поліцці-Дженероза
Поліцці-Дженероза (італ. Polizzi Generosa, сиц. Pulizzi) — муніципалітет в Італії, у регіоні Сицилія,  метрополійне місто Палермо.
Поліцці-Дженероза розташоване на відстані близько 470 км на південь від Рима, 60 км на південний схід від Палермо.
Населення — 3474 особи (2014).
Покровитель — San Gandolfo.

## Демографія
Населення за роками:

Станом на 1 січня 2023 року в муніципалітеті офіційно проживали 22 іноземці з 8 країн, серед них 13 громадян країн Євросоюзу.

## Сусідні муніципалітети
- Кальтавутуро
- Кастеллана-Сікула
- Ізнелло
- Петралія-Соттана
- Шиллато
- Склафані-Баньї
- Валлелунга-Пратамено
- Віллальба